# Latebraria janthinula
Latebraria janthinula là một loài bướm đêm trong họ Erebidae.